# Société américaine de géographie
La Société américaine de géographie (en anglais : American Geographical Society, AGS) est une organisation professionnelle de géographes. Elle a été fondée en 1851 dans la ville de New York.
La Société encourage les activités qui amplifient les connaissances géographiques.
Elle publie la Geographical Review (en), une revue trimestrielle consacrée exclusivement à la géographie.

## Membres devenus célèbres
- Willard Fiske
- Joel Augustus Rogers

## Liste des dirigeants
| Identité         | Période | Période | Durée |
| Identité         | Début   | Fin     | Durée |
| ---------------- | ------- | ------- | ----- |
| Marie Price (en) | 2016    |         |       |